# Vicente Emilio Sojo
Vicente Emilio Sojo (Guatire, 8 de diciembre de 1887 - Caracas, 11 de agosto de 1974) fue un musicólogo, educador y compositor venezolano. Fundador del Orfeón Lamas y la Orquesta Sinfónica Venezuela, es considerado uno de los principales creadores de la escuela moderna en la música venezolana, además de ser recordado por su labor en el rescate del acervo de música tradicional en el país.

## Biografía
Sojo nace en Guatire el 8 de diciembre de 1887, hijo único de Luisa Sojo y Francisco Reverón López. Se educa desde temprana edad en el seno de una familia relacionada con la música, dado que sus dos abuelos fueron Maestros de Capilla. En 1896 inició sus estudios de música bajo la tutela de los profesores  Régulo Rico y Henrique Leon. En 1906 se muda a Caracas, e ingresa en 1910 a la Escuela de Música y Declamación, a la vez que continúa su autoaprendizaje de Humanidades. En estos años se inicia en la composición, como lo popular de su tierra no le era extraña, en 1914 compuso una «Comparsa Carnavalesca» para coro mixto, la cual formaba parte de una comedia en prosa y verso, intitulada «Festiva».  En 1921 es nombrado profesor de música de la Escuela, a la vez que continúa su labor de composición de obras de diverso estilo para diferentes arreglos instrumentales y vocales. Junto a José Antonio Calcaño y Miguel Ángel Calcaño, forma parte del movimiento artístico «Renovación». En 1928, en ocasión de la fundación del Orfeón Lamas,  escribe su primera obra Polifonía.

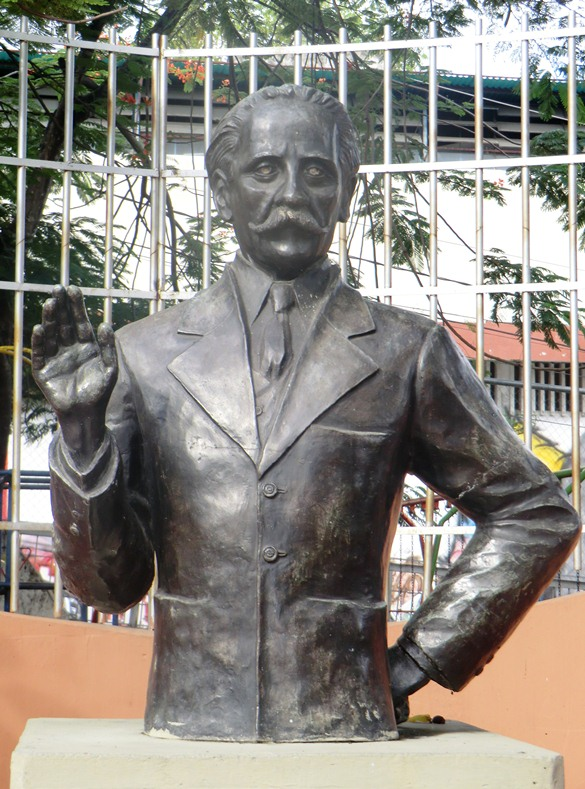
Busto de Vicente Emilio Sojo en su ciudad natal, Guatire.

En 1930 ya es director del Orfeón Lamas. En ese mismo año funda la Orquesta Sinfónica Venezuela, de la que no es sólo director musical y fundador, sino además su principal impulsor. Desde 1936, como director de la Escuela Superior de Música, pudo impulsar una auténtica escuela de composición musical. En 1940 junto a otros compositores, prepara su primer libro con obras para niños venezolanos. En 1944 se gradúa la primera promoción de compositores que han estudiado bajo la tutela de Sojo en la escuela de música José Ángel Lamas. 
Sojo también participó en política, formó parte en 1936 del Partido Democrático Nacional y en 1941 es miembro fundador de Acción Democrática. Con este partido será electo diputado a la Asamblea Nacional Constituyente de 1947. En 1958 fue elegido senador por el Estado Miranda y reelegido en 1963 y 1968.
A Vicente Sojo se le atribuye la creación de la escuela moderna de música en Venezuela. Para el Orfeón Lamas, compiló y armonizó más de 200 canciones populares y del folklore, logrando un rescate significativo de las tradiciones musicales del país. Entre sus obras más importantes podemos mencionar: Misa cromática (1922-1933) y Hodie super nos fulgebit lux (1935). En 1951 recibió el Premio Nacional de Música de Venezuela en reconocimiento a toda su obra.
Muere en Caracas el 11 de agosto de 1974 y sus restos reposan en una cripta debajo del Templo Parroquial de la ciudad de Guatire. 
En su honor se creó la Fundación Vicente Emilio Sojo, en noviembre de 1986, como continuación de un proyecto instaurado por el Consejo Nacional de la Cultura (Conac) en 1978 que, para entonces, fue titulado como Instituto Latinoamericano de Investigaciones y Estudios Musicales Vicente Emilio Sojo (Ilves), más recientemente la Fundación Vicente Emilio Sojo (Funves), dedicada a la investigación y difusión de la música venezolana, latinoamericana y caribeña, fue disuelta por decisión de la Presidencia de la República y transformada en la Fundación Centro Nacional de Música Vicente Emilio Sojo. Esta decisión fue anunciada a través del decreto N° 2.180, publicado en la Gaceta Oficial N° 40.821, del 5 de enero de 2016.
La Orden Vicente  Sojo se otorga por Consejo Legislativo del Estado Miranda.

## Estilo

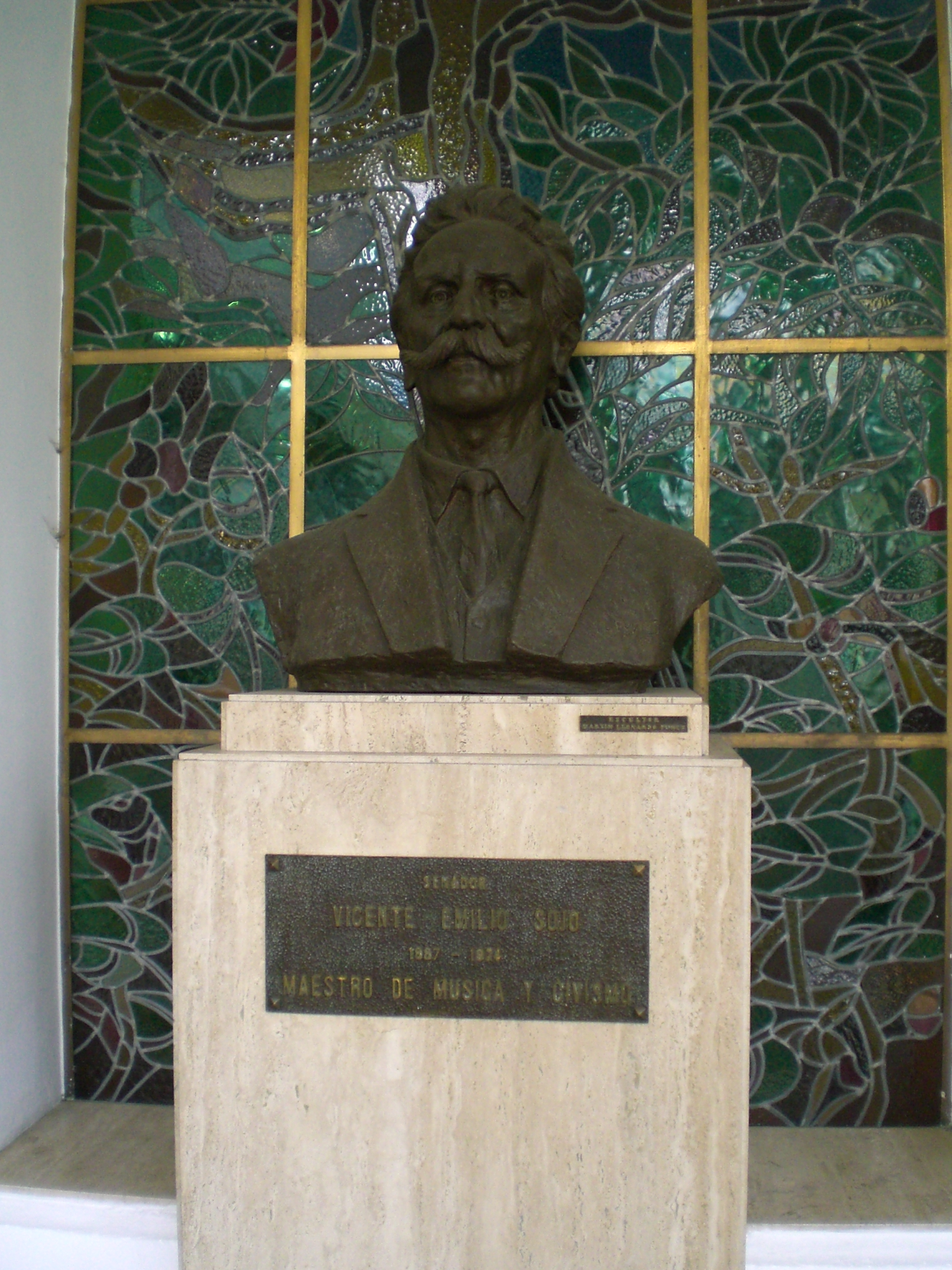
Busto de Vicente Emilio Sojo en el Palacio Federal Legislativo.

Al referirse a Vicente Sojo, Salas y Pauletto dicen que «A pesar de su concepción moderna del arte, recibe una visible influencia, sobre todo de la riquísima poética venezolana, en lo que respecta al sentimiento panteísta del arte y a la contemplación gozosa de la Naturaleza.»

## Publicaciones
- Sojo, Vicente Emilio. 1940. Cuaderno de canciones populares venezolanas. Ministerio de Educación Nacional, Dirección de Cultura. Caracas – Venezuela.
- Sojo, Vicente Emilio. 1944. Centurias y danzas venezolanas. Agencia Musical. Caracas – Venezuela.
- Sojo, Vicente Emilio. 1946. Segundo cuaderno de aguinaldos venezolanos. Ministerio de Educación. Caracas – Venezuela.
- Sojo, Vicente Emilio. 1964. Breves notas sobre algunos aspectos de la vida musical de una persona. Tipografía Principios. Caracas – Venezuela.
- Sojo, Vicente Emilio. 1967. Sexto cuaderno de canciones populares venezolanas. Farol. Caracas – Venezuela.
- Sojo, Vicente Emilio. 1967. Veinte pequeñas melodías populares. Universidad Central de Venezuela, Dirección de Cultura. Caracas – Venezuela.
- Sojo, Vicente Emilio. 1969. Carta al poeta Carlos Augusto León. Agencia Musical. Caracas – Venezuela.
- Sojo, Vicente Emilio. 1970. Versificaciones. Agencia Musical. Caracas – Venezuela.
- Sojo, Vicente Emilio. 1987. Sojo: obras corales. Congreso de la República-CONAC, Caracas – Venezuela. 2 volúmenes.